# گلستان شهدای اصفهان
گلستان شهدای اصفهان آرامستانی در اصفهان است که در بخشی از آرامستان تاریخی تخت فولاد قرار دارد. این آرامستان محل دفن افرادی همچون محمدعلی ناصری، عبدالجواد فلاطوری، محمدرضا زاهدی، حسین خرازی، سید محسن جولایی، سید محسن صفوی،احمد کاظمی، عباس نیلفروشان، محمود شهبازی، اکبر آقابابایی، سید محمد حجازی، غلامرضا یزدانی، عبدالله میثمی و عطاءالله اشرفی اصفهانی است.
گلستان شهدای اصفهان در ۸ اردیبهشت ۱۳۵۵ با دفن سید ابوالحسن شمس‌آبادی شکل گرفت.
قبر یوشع نبی از پیامبران بنی‌اسرائیل در تکیه لسان الارض این قبرستان واقع است.
این آرامستان دومین گلزار شهدای بزرگ ایران است.

## تاریخچه
این آرامستان جنب گورستان تخت فولاد شکل گرفته‌است. این آرامستان با دفن سید ابوالحسن شمس‌آبادی در ۸ اردیبهشت ۱۳۵۵ شکل گرفت. در سال ۱۳۵۷ چند تن از کشته شدگان حکومت نظامی در این آرامستان دفن شدند.
گلستان شهدا از سوی جنوب در کنار خیابان سجاد و در جبهه غربی در کنار خیابان فیض و در ضلع شمالی آن به کوچه لسان الارض و کوچه شهید زمانی کشیده شده‌است، تمامی این تکایا در یک گستره پیوسته به یکدیگر به مساحت ۱۱۳۹۶۹ متر مربع شکل گرفته‌است.
این مکان محل اجتماع مردم اصفهان و برگزاری دعای کمیل در شب‌های جمعه بوده‌است. هم‌اکنون نیز مراسم‌های آیینی و مذهبی در این آرامستان برگزار می‌شود، همچنین فرهنگ‌سرایی نیز در کنار گلستان شهدا ساخته شده است.

## بخش‌ها و قطعات
- قطعه حمزه سید الشهداء : مقابل درب ورودی گلستان شهدا در کنار بقعه سید ابوالحسن شمس‌آبادی.

تعداد افراد مدفون: ۲۴۲ نفر از جمله : سید حسن بهشتی نژاد، علی اکبر اژه‌ای (از کشته‌شدگان بمب‌گذاری در دفتر حزب جمهوری اسلامی)، عبدالله میثمی، سید محمد حجازی، سید محسن صفوی و حبیب‌الله خلیفه سلطانی.
- قطعه حنظله: در غرب بقعه عطاءالله اشرفی اصفهانی
- قطعه فرماندهی کل قوا و بیت‌المقدس
- قطعه ثامن‌الائمه و چذابه
- قطعه طریق‌القدس: در شرق گلستان شهدا. تعداد افراد مدفون: ۴۵۷ نفر از جمله ولی الله نیکبخت و عباس کرد آبادی.
- قطعه فتح‌المبین، بیت‌المقدس و رمضان: در جنوب گلستان شهدا و سمت غربی درب ورودی.
- قطعه حبیب ابن مظاهر: در جنوب غربی بقعه عطاءالله اشرفی اصفهانی.
- قطعه‌های محرم: چهار قطعه جداگانه در جنوب قبر یوشع‌النبی در لسان‌الارض. تعداد افراد مدفون: ۶۰۱ نفر از جمله اکبر آقابابایی و محمدرضا افیونی.
- قطعه‌های والفجر: در شرقی‌ترین نقطهٔ گلستان شهدا.
- قطعه‌های شهدای خیبر: در شمال گلستان از جمله عبدالرسول زرین.
- قطعه شهدای غرب
- قطعه شهدای بدر
- قطعه شهدای قادر
- قطعه شهدای گمنام
- قطعه شهدای کربلای ۵ (معروف به قطعه فرماندهان): در شمال غربی گلستان شهدا. تعداد افراد مدفون: ۳۲۳ نفر از جمله حسین خرازی، محمدرضا زاهدی[۵]، احمد کاظمی، علی قوچانی، حسن غازی، غلامرضا یزدانی، عباس نیلفروشان، عباسعلی جان نثاری، محمدرضا حبیب اللهی و حسین کوهرنگی ها
- قطعه شهدای بیت‌الله الحرام : محل دفن کشته‌شدگان در حادثه کشتار حجاج در مکه (۱۳۶۶)، فاجعه منا (۱۳۹۴) و مدافعان حرم از جمله حسین رضایی، عبدالمهدی کاظمی، مسلم خیزاب و علی شاهسنایی[۶][۷]

## نگارخانه

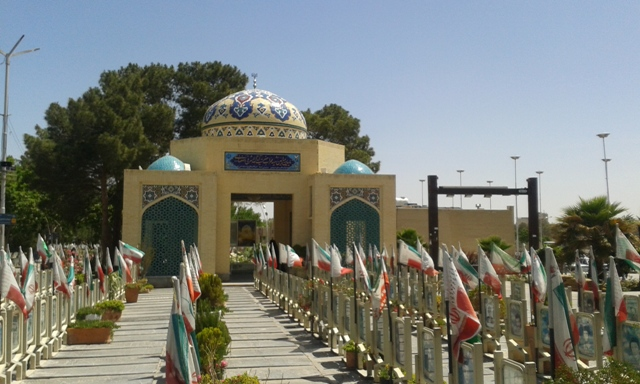
آرامگاه عطاءالله اشرفی اصفهانی
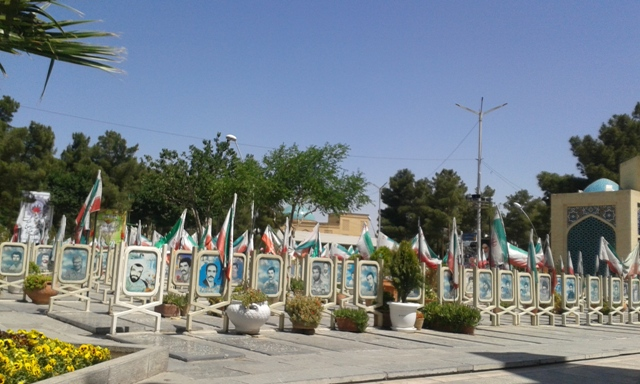
قطعات ورودی گلستان شهدا
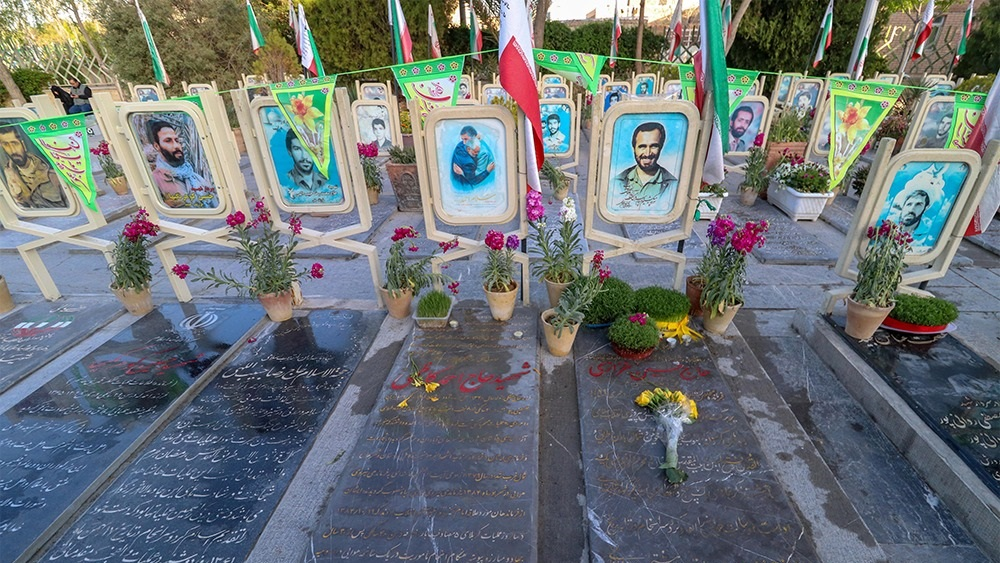
مزار حسین خرازی و احمد کاظمی
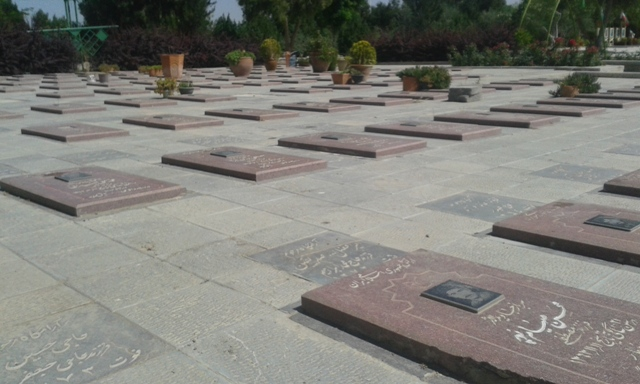
نمایی از گلستان شهدا
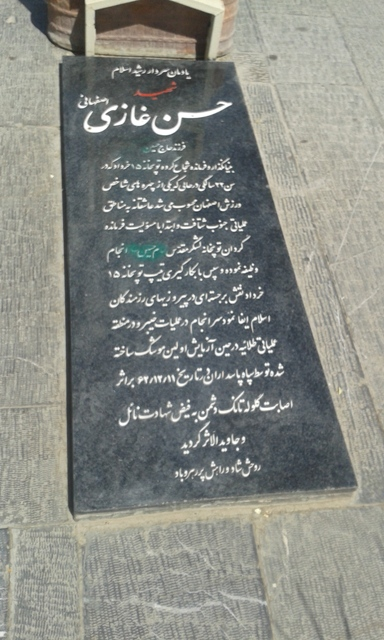
مزار یادبود حسن غازی
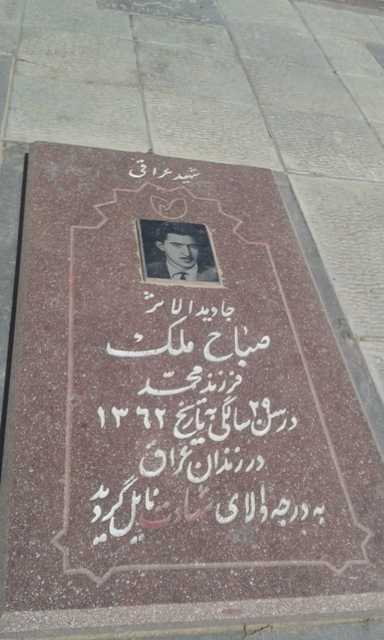
سنگ بنای یادبود
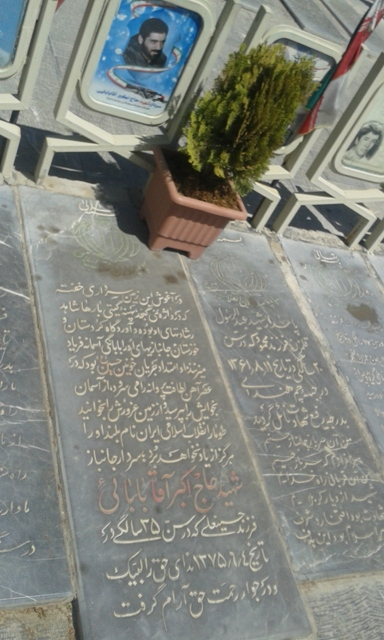
مزار اکبر آقابابایی